# 2ahltag: Riot
2ahltag: Riot ist das achte Soloalbum des Berliner Rappers Bass Sultan Hengzt. Es erschien am 24. Februar 2017 über das Label No Limits als Standard-Edition und Boxset, inklusive Remix- sowie Instrumental-CD und dem zehn Songs umfassenden Das geheime Album. Der Tonträger wird von Soulfood vertrieben.

## Inhalt
Im Gegensatz zu den vorigen beiden Soloalben Endlich erwachsen und Musik wegen Weibaz geht Bass Sultan Hengzt mit diesem Album wieder zu seinen Wurzeln, dem Gangsta-Rap, zurück.

## Produktion
Das Album wurde u. a. von den Musikproduzenten Jokobietz, Hitnapperz und Paul Blaze produziert.

## Covergestaltung
Das Albumcover ist in Schwarz-weiß gehalten und zeigt Bass Sultan Hengzt, der eine Sonnenbrille trägt und seine Hand, die er zu einer Pistole formt, vor sein Kinn hält. Links oben im Bild befinden sich die Schriftzüge Bass Sultan Hengzt in Schwarz, 2ahltag in Rot und Riot in Schwarz.

## Gastbeiträge
Auf drei bzw. vier Titeln des Albums sind neben Bass Sultan Hengzt weitere Künstler vertreten. So ist der Rapper Al-Gear am Song AFD (Abschiebungs Anthem) beteiligt, während der Berliner Rapper King Orgasmus One auf Stute zu hören ist. Der Titeltrack Zahltag ist eine Kollaboration mit dem Rapper Olexesh. Auf dem Bonustitel Hauptschüler Slang hat zudem der Sänger Serk einen Gastauftritt.

## Titelliste
| #  | Titel                          | Gastmusiker       | Länge |
| -- | ------------------------------ | ----------------- | ----- |
| 1  | Intro                          |                   | 3:58  |
| 2  | Riot                           |                   | 3:55  |
| 3  | Donald Trump                   |                   | 3:36  |
| 4  | Drive-By auf Veganer-Fotzen    |                   | 2:51  |
| 5  | Ich bin faul                   |                   | 4:17  |
| 6  | Stute                          | King Orgasmus One | 4:29  |
| 7  | Feiertag                       |                   | 4:21  |
| 8  | Postleitzahl                   |                   | 3:08  |
| 9  | Zahltag                        | Olexesh           | 3:41  |
| 10 | Warum bist du so ein Hurensohn |                   | 4:10  |
| 11 | Aggression                     |                   | 3:43  |
| 12 | Zweimal im Leben               |                   | 3:42  |
| 13 | Statements                     |                   | 4:21  |

Bonus-Titel der iTunes-Version:
| #  | Titel                      | Gastmusiker | Länge |
| -- | -------------------------- | ----------- | ----- |
| 14 | AFD (Abschiebungs Anthem)  | Al-Gear     | 3:30  |
| 15 | Hauptschüler Slang (Video) | Serk        | 3:17  |

Remix-CD (Bestandteil des Boxsets)
| # | Titel                          | Gastmusiker | Länge |
| - | ------------------------------ | ----------- | ----- |
| 1 | Riot (RMX)                     |             | 4:00  |
| 2 | Feiertag (RMX)                 |             | 4:02  |
| 3 | Der Coole von der Schule (RMX) |             | 4:09  |
| 4 | Haram (RMX)                    |             | 4:04  |
| 5 | Aggression (RMX)               |             | 3:15  |
| 6 | Donald Trump (RMX)             |             | 3:44  |

Das geheime Album (Bestandteil des Boxsets)
| #  | Titel                     | Gastmusiker | Länge |
| -- | ------------------------- | ----------- | ----- |
| 1  | Der Coole von der Schule  |             | 4:41  |
| 2  | Haram                     |             | 4:07  |
| 3  | Battleking                |             | 3:02  |
| 4  | Clowns                    |             | 3:04  |
| 5  | Alt & fett                |             | 3:58  |
| 6  | Multimillionär            |             | 3:12  |
| 7  | Siedlung                  |             | 3:18  |
| 8  | AFD (Abschiebungs Anthem) | Al-Gear     | 3:30  |
| 9  | Hauptschüler Slang        | Serk        | 3:17  |
| 10 | Anonyme Anabolika         |             | 2:36  |

## Chartplatzierungen und Singles
2ahltag: Riot stieg am 3. März 2017 auf Platz 5 in die deutschen Albumcharts ein und belegte in der folgenden Woche Rang 53, bevor es die Top 100 verließ.
Als Singles wurden vorab die Lieder AFD (Abschiebungs Anthem), Hauptschüler Slang, Intro, Stute, Donald Trump und Riot zum Download ausgekoppelt. Neben Musikvideos zu den Singles wurde am Erscheinungstag des Albums auch ein Video zu Ich bin faul veröffentlicht. Am 27. Februar 2017 erschien zudem das Splitvideo Feiertag/Zahltag.

## Rezeption
| Professionelle Bewertungen | Professionelle Bewertungen |
| -------------------------- | -------------------------- |
| Kritiken                   |                            |
| Quelle                     | Bewertung                  |
| laut.de                    | [ 4 ]                      |

Dominik Lippe von laut.de bewertete 2ahltag: Riot mit drei von möglichen fünf Punkten. Das Album beschränke sich vor allem „auf Provokation und Ignoranz, Narzissmus und Antiintellektualismus sowie ordinäre und widersprüchliche Statements“. Dabei sei aber auch eine „nahezu durchgehende augenzwinkernde Attitüde“ erkennbar.
Benjamin Borowitza von MZEE stand dem Album kritisch gegenüber. So fahre Bass Sultan Hengzt „nach gefühlten Jahrzehnten wieder die alte Schiene und bereitet damit sicherlich vielen Fans eine Freude“, dennoch könne Battlerap vielseitiger sein. So fand der Redakteur, dass „es früher einfacher gewesen sein mag, die Hörerschaft mit oberflächlichen Beleidigungen oder übertriebenem Muttergeficke zu überzeugen. Heutzutage ist so etwas auf Albumlänge weniger zeitgemäß und lässt an der Halbwertszeit von „2ahltag: Riot“ zweifeln“.